# Siratoba referens
Siratoba referens är en spindelart som först beskrevs av Muma och Willis J. Gertsch 1964.  Siratoba referens ingår i släktet Siratoba och familjen krusnätsspindlar. Inga underarter finns listade i Catalogue of Life.